# Isobutylnitrit
Isobutylnitrit ist eine chemische Verbindung aus der Gruppe der Alkylnitrite.

## Gewinnung und Darstellung
Isobutylnitrit kann durch Reaktion von Isobutylalkohol, Natriumnitrit und verdünnter Schwefelsäure gewonnen werden.

## Eigenschaften
Isobutylnitrit ist eine ölige, leicht flüchtige und entzündbare, gelbliche Flüssigkeit, die sich in Wasser zersetzt.

## Verwendung
Isobutylnitrit wird als Bestandteil von Reinigungsmitteln verwendet. Die Verbindung wird missbräuchlich als Droge (Poppers) verwendet und in Onlineshops z. B. als „Videokopfreiniger“, „Lederreiniger“ und „Luftverbesserer“ angeboten.

## Sicherheitshinweise
Die Dämpfe von Isobutylnitrit können mit Luft ein explosionsfähiges Gemisch (Flammpunkt −21 °C) bilden. Beim Einatmen kann es neben Kopfschmerzen und Übelkeit zu Hypotonie bis hin zum Koma, Methämoglobinämie und hämolytischer Anämie kommen. Isobutylnitrit löst im Tierversuch Krebs aus und wird verdächtigt, AIDS-Erkrankungen durch Schädigung des Immunsystems negativ zu beeinflussen.